# Magical Girl Spec-Ops Asuka
Magical Girl Spec-Ops Asuka (魔法少女特殊戦あすか?, Mahō shōjo tokushusen Asuka, lett. "Le operazioni speciali della ragazza magica Asuka") è un manga seinen scritto da Makoto Fukami e disegnato da Seigo Tokiya, serializzato a partire da giugno 2015 sulla rivista Monthly Gangan, pubblicata da Square Enix. Ad aprile 2021, il manga è stato raccolto in quattordici volumi tankōbon, ed una serie televisiva anime è stata trasmessa dal 12 gennaio al 30 marzo 2019.

## Trama
Nel gennaio 2016 una misteriosa razza aliena nota come Disas inizia l’invasione della Terra, spazzando via in poco tempo qualsiasi forma di tecnologia militare che l'umanità tenti di lanciare contro di loro. Quando tutto sembra ormai perduto, gli abitanti di un'altra realtà, a loro volta in guerra coi Disas, formano un'alleanza con gli umani, donando a 11 giovani ragazze enormi poteri magici con cui riescono a mettere fine alla minaccia e a respingere l'invasione, anche se nel corso della guerra sei di loro perdono la vita.
Tre anni dopo, le cinque maghe sopravvissute si sono perse di vista, e con la minaccia dei Disas ormai passata alcune di loro hanno messo le loro abilità al servizio dei rispettivi Paesi nel campo della sicurezza nazionale, lotta al terrorismo e contrasto al narcotraffico.
Asuka, una delle cinque superstiti, ha deciso però di dare un taglio alla sua vita da ragazza magica, e si trasferisce in una nuova scuola rifiutando ogni tentativo del governo giapponese di reclutarla nuovamente; purtroppo, la sua speranza di una vita pacifica crolla nel momento in cui iniziano ad apparire sulla scena delle maghe non autorizzate al servizio di una misteriosa Regina, che fornendo le proprie competenze agli individui più pericolosi minacciano di gettare il mondo nuovamente nel caos.

## Personaggi

Il gruppo originale delle Magical Five nell'anime

Asuka Otori (大鳥居あすか?, Ōtorii Asuka) / Rapture Asuka (ラプチャー☆あすか?, Rapuchā Asuka)
Doppiata da: Aya Suzaki
Asuka è la leader delle Magical Five, il gruppo delle cinque ragazze magiche che hanno eliminato il leader dei Disas ponendo quindi fine all'invasione aliena. I suoi poteri la rendono specializzata nel combattimento ravvicinato, anche se si dimostra estremamente abile anche nell'utilizzo di barriere difensive e armi da fuoco leggere. Dopo la guerra ha deciso di tagliare i ponti con l’esercito e le altre ragazze del gruppo, cercando di vivere una vita normale lontano dai conflitti e dalla magia.
Kurumi Mugen (夢源くるみ?, Mugen Kurumi) / War Nurse Kurumi (ウォーナース☆くるみ?, Wō Nāsu Kurumi)
Doppiata da: Akira Sekine
Come suggerisce il suo nome di battaglia, i poteri di Kurumi sono principalmente di natura curativa e di supporto per il gruppo. Dopo la guerra continua a lavorare per l’esercito giapponese, sia come ricercatrice che come guerriera magica. Anche se è  una persona gentile e garbata, sotto quel suo aspetto innocente cela in anche una personalità disturbata, maturata in anni di bullismo, che prova piacere nel procurare dolore e che ha nell'attaccamento morboso ad Asuka l'unico freno inibitore. Per questo motivo, all'insaputa di tutti, uno dei suoi compiti è torturare i prigionieri catturati dalla sua unità per estorcere loro informazioni.
Mia Cyrus (ミア・サイラス?, Mia Sairasu) / Just Cause Mia (ジャストコーズ☆ミア?, Jasuto Kōzu Mia)
Doppiata da: Eriko Matsui
Mia è una Magical Girl proveniente dagli Stati Uniti d’America specializzata nel combattimento da distanza con armi da fuoco che utilizzano proiettili magici. Dopo la guerra ha iniziato a lavorare per la CIA e l'esercito americano con il grado di Sergente Maggiore, facendosi spesso carico di missioni che risulterebbero ad alto rischio per agenti comuni.
Chisato Yonamine (与那嶺 ちさと?, Yonamine Chisato) / Whiplash Chisato (ウィップラッシュ☆ちさと?, Wippurasshu Chisato)
Doppiata da: Ayana Taketatsu
Chisato Yonamine è una Magical Girl di nuova generazione, ossia una ragazza che ha acquisito i propri poteri solamente dopo il termine della guerra contro i Disas. Menomata da un incidente che le ha causato la perdita di una gamba e vittima di abusi da parte del padre, una volta ottenuti i poteri li utilizzerà per aiutare il gruppo terroristico Brigata di Babele, che minaccia il mondo facendo ricorso a manufatti magici risalenti all'epoca della guerra.
Sayako Hata (羽田 紗綾子?, Hata Sayako)
Doppiata da: Chinami Hashimoto
Una delle compagne di classe di Asuka che stringe amicizia con lei. È abbastanza impacciata negli sport e ama leggere libri.
Nozomi Makino (牧野 希美?, Makino Nozomi)
Doppiata da: Rie Takahashi
Nozomi è un’amica di infanzia di Sayako ed è una ragazza estremamente energica e sportiva. Suo padre è un agente segreto al servizio del governo giapponese.
Tamara Volkova (タマラ・ヴォルコワ?, Tamara Vorukowa) / Phoenix Tamara (フェーニクス☆タマラ?, Fēnikusu Tamara)
Doppiata da: Mao Ichimichi
Magical Girl originaria della Federazione Russa e che combatte con una speciale Mitragliatrice Gatling in grado di trasformarsi in un Lanciafiamme. Dopo il termine della guerra contro i Disas entra a far parte degli specnaz per cercare di sgominare i crescenti traffici illegali di oggetti magici.
Rau Peipei (ラウ・ペイペイ?, Rau Peipei) / Shantoulon Peipei (双頭竜ペイペイ?, Shontōron Peipei)
Doppiata da: Yōko Hikasa
Rau Peipei è una delle Magical Five ed è originaria della Cina, sparita nel nulla dopo la fine della guerra. In realtà, una volta compreso il potenziale della sua magia, si è trasformata in un killer su commissione, sottoponendosi ad una serie di interventi chirurgici per modificare totalmente il proprio aspetto e passare così inosservata. È specializzata negli scontri ravvicinati e combatte utilizzando dei Nunchako, alternandoli, una volta intrapresa la carriera da mercenaria, all'uso di una coppia di pistole.
Yoshiaki Iizuka (飯塚 義明?, Iizuka Yoshiaki)
Doppiato da: Kenji Nomura
È il responsabile militare della divisione dell’esercito giapponese che si occupa del combattimento magico e il comandante dell'M Squad. Dopo che i genitori di Asuka vengono torturati ed uccisi dai Disas, viene nominato tutore legale della ragazza. Ha perso un braccio nel corso dell'ultimo assalto degli eserciti umani uniti contro il nido principale Disas, sostituito da una protesi magica dopo il termine della guerra.
Sacchū (サッチュウ?, Sacchū)
Doppiata da: Kokoro Kikuchi
Fata che supporta il gruppo delle Magical Five, ha l’aspetto di una gatta nera piuttosto sovrappeso. Viene spesso utilizzata per intermezzi comici e come personaggio è un chiaro tributo a Luna della serie Sailor Moon.
Chevalier Francine (シュバリエ☆フランシーヌ?, Shubarie Furansīnu)
Doppiata da: Aya Hisakawa
Ex leader del gruppo di ragazze responsabili della sconfitta dei Disas. Muore eroicamente durante le ultime fasi del conflitto, lasciando ad Asuka il compito di guidare le guerriere rimaste negli ultimi scontri e durante la battaglia finale contro il comandante nemico. Combatteva in sella ad una Moto Ducati potenziata tramite la sua magia, sfruttandone la velocità per trafiggere i nemici con la propria lancia.

## Media

### Manga

Logo della serie

La serializzazione del manga è iniziata a giugno 2015 sul Monthly Gangan di Square Enix. Ad aprile 2021 sono stati pubblicati quattordici tankōbon in Giappone.
Sul numero 10 di ottobre 2020 del mensile Big Gangan venne annunciato che la serie sarebbe entrata nel suo arco finale il 24 ottobre 2020. Sul numero 2 di gennaio 2021 della medesima pubblicazione, venne confermato che la serie si sarebbe conclusa il 25 febbraio 2021.
In Italia la serie è stata pubblicata dal 10 aprile 2019 al 6 luglio 2022 da Edizioni BD sotto l'etichetta J-Pop.
| 1  | 24 ottobre 2015 | ISBN 978-4-757-54780-3 | 10 aprile 2019   | ISBN 978-88-3275-748-4 |
| 1  | Capitoli - Mission 1. Magical Five - Mission 2. The Force of the Magical Girl - Mission 3. Another One of the Magical Girls                                                                                                   |                        |                  |                        |
| 2  | 25 marzo 2016 | ISBN 978-4-757-54934-0 | 5 giugno 2019    | ISBN 978-88-3275-882-5 |
| 2  | Capitoli - Mission 4. Illegal Magical Girl - Mission 5. Prisoner Abuse - Mission 6. Engage - Mission 7. Mighty Talon - Mission 8. Magic Squad                                                                                 |                        |                  |                        |
| 3  | 15 luglio 2016 | ISBN 978-4-757-55065-0 | 31 luglio 2019   | ISBN 978-88-3275-942-6 |
| 3  | Capitoli - Mission 9. Cube - Mission 10. Dream and Reality - Mission 11. American Heroine - Mission 12. Bloody Strategy |                        |                  |                        |
| 4  | 25 aprile 2017 | ISBN 978-4-757-55298-2 | 2 ottobre 2019   | ISBN 978-88-349-0027-7 |
| 4  | Capitoli - Mission 13. You are Definitely Becoming a Lovely Magical Girl - Mission 14. Whiplash - Mission 15. To the Ready - Mission 16. Fight for Life Part 1 - Mission 17. Fight for Life Part 2                            |                        |                  |                        |
| 5  | 25 luglio 2017 | ISBN 978-4-757-55423-8 | 11 dicembre 2019 | ISBN 978-88-349-0115-1 |
| 5  | Capitoli - Mission 18. Fight for Life Part 3 - Mission 19. Fight for Life Part 4 - Mission 20. Fight for Life Part 5 - Mission 21. Fight for Life Part 6 - Mission 22. Fight for Life Part 7                                  |                        |                  |                        |
| 6  | 25 novembre 2017 | ISBN 978-4-757-55535-8 | 12 febbraio 2020 | ISBN 978-88-349-0189-2 |
| 6  | Capitoli - Mission 23. Fight for Life Part 8 - Mission 24. Bitter Victory - Mission 25. Summer - Mission 26. Festival |                        |                  |                        |
| 7  | 24 marzo 2018 | ISBN 978-4-757-55680-5 | 8 luglio 2020    | ISBN 978-88-349-0246-2 |
| 7  | Capitoli - Mission 27. Broken Arrow - Mission 28. Trust - Mission 29. Magical Girls and Panzer - Mission 30. Steel Storm |                        |                  |                        |
| 8  | 25 luglio 2018 | ISBN 978-4-757-55793-2 | 14 ottobre 2020  | ISBN 978-88-3490-385-8 |
| 8  | Capitoli - Mission 31. Bad communication - Mission 32. Resurrection - Mission 33. Dragon Slayer Part 1 - Mission 34. Dragon Slayer Part 2                                                                                     |                        |                  |                        |
| 9  | 25 dicembre 2018 | ISBN 978-4-757-55962-2 | 3 febbraio 2021  | ISBN 978-88-349-0416-9 |
| 9  | Capitoli - Mission 35. Shock and Awe - Mission 36. Deep Diver - Mission 37. Brainwash - Mission 38. The Raid |                        |                  |                        |
| 10 | 25 marzo 2019 | ISBN 978-4-757-56075-8 | 28 aprile 2021   | ISBN 978-88-349-0594-4 |
| 10 | Capitoli - Mission 39. Beautiful - Mission 40. Saving Phoenix Tamara Part 1 - Mission 41. Saving Phoenix Tamara Part 2 - Mission 42. Saving Phoenix Tamara Part 3                                                             |                        |                  |                        |
| 11 | 25 ottobre 2019 | ISBN 978-4-757-56360-5 | 28 luglio 2021   | ISBN 978-88-349-0687-3 |
| 11 | Capitoli - Mission 43. Drastic Treatment - Mission 44. Girls' Life - Mission 45. Carrot and Stick - Mission 46. Beginning of the End - Mission 47. Surprise Attack                                                            |                        |                  |                        |
| 12 | 25 marzo 2020 | ISBN 978-4-757-56579-1 | 6 ottobre 2021   | ISBN 978-88-349-0774-0 |
| 12 | Capitoli - Mission 48. Fierce Battle Part 1 - Mission 49. Fierce Battle Part 2 - Mission 50. Fierce Battle Part 3 - Mission 51. Resurrection Part 1                                                                           |                        |                  |                        |
| 13 | 25 settembre 2020 | ISBN 978-4-757-56855-6 | 23 febbraio 2022 | ISBN 978-88-349-0889-1 |
| 13 | Capitoli - Mission 52. Resurrection Part 2 - Mission 53. Resurrection Part 3 - Mission 54. Resurrection Part 4 - Mission 55. Resurrection Part 5 - Mission 56. Breakthrough to Utopia                                         |                        |                  |                        |
| 14 | 24 aprile 2021 | ISBN 978-4-757-57222-5 | 6 luglio 2022    | ISBN 978-88-349-0976-8 |
| 14 | Capitoli - Mission 57. Climax Part 1 - Mission 58. Climax Part 2 - Mission 59. Climax Part 3 - Mission 60. Climax Part 4 - Mission 61. I Want to Gome Home With You - Last Mission. Finally, smile. - Confidential File No.00 |                        |                  |                        |

### Anime
Un adattamento televisivo anime è stato annunciato il 20 luglio 2018. L'anime è diretto da Hideyo Yamamoto ed animato dalla Liden Films, la sceneggiatura è gestita da Makoto Fukami e Norimitsu Kaihō. Yoko Suzuki si occupa dei character design e R.O.N della musica. L'anime è stato trasmesso dal 12 gennaio al 30 marzo 2019 in Giappone. Le sigle di aperture e chiusura sono rispettivamente Kodo di Nonoc e Rebel Flag dei Garnidelia.
| Nº | Titolo italiano Giapponese 「Kanji」 - Rōmaji | In onda          | In onda |
| Nº | Titolo italiano Giapponese 「Kanji」 - Rōmaji | Giapponese       |         |
| 1  | La Magical Girl fa il suo ritorno 「帰ってきた魔法少女」 - Kaette kita Mahō Shōjo | 12 gennaio 2019  |         |
| 1  | Nel 2016, delle creature interdimensionali note come Disas attaccano la Terra, ma l'umanità con l'aiuto di un'altra specie interdimensionale riesce a contrastarle scoprendo la magia. Undici ragazze magiche appositamente addestrate allo scopo sconfiggono i Disas e pongono fine alla guerra, ma il prezzo da pagare è la morte di sei di loro. Tre anni dopo Asuka, una delle superstiti, ha chiuso per sempre con la vita da ragazza magica, e trasferitasi in una nuova scuola fa amicizia con due ragazze, l'esuberante Nozomi e la timida Sayako. Proprio Sayako, tuttavia, si ritrova coinvolta suo malgrado in un tentativo di evasione del pericoloso terrorista Kim Kanth, e a quel punto Asuka, malgrado avesse più volte rifiutato la richiesta delle JSDF di unirsi ad una speciale unità antiterrorismo magica guidata dal suo vecchio comandante Yoshiaki, accorre ad aiutarla, arrestando il terrorista e consegnandolo nuovamente alle autorità. |                  |         |
| 2  | Quotidianità e Compagne d'Armi 「日常と戦友」 - Nichijō to sen'yū | 19 gennaio 2019  |         |
| 2  | Kim finisce nelle mani di una sezione segreta della polizia giapponese guidata da Akinori, il padre di Nozomi, che a forza di torture lo interroga per tentare di scoprire chi vi sia dietro un contrabbando internazionale di manufatti magici che sta portando alla nascita di maghi non autorizzati arruolati nelle file dei terroristi. Nel mentre Asuka aiuta Sayako a superare il trauma provocatole dall'attacco terroristico di cui è stata testimone, ma quando un Disas creato artificialmente appare all'improvviso a Shinjuku, la ragazza decide nuovamente di trasformarsi ed affrontarlo. Nel mezzo dello scontro, Asuka riceve anche l'aiuto della sua vecchia compagna Kurumi, una maga specializzata in incantesimi curativi, che passata la minaccia decide di trasferirsi nella classe di Asuka per restarle vicina. |                  |         |
| 3  | Una guerra ancor più terribile 「もっとひどい戦争」 - Motto hidoi sensō | 26 gennaio 2019  |         |
| 3  | Mia Cyrus, un'altra delle cinque maghe sopravvissute alla guerra coi Divas e ora al servizio della CIA, sgomina un cartello della droga messicano a Tijuana, solo per scoprire che in realtà il traffico di droga serviva solo come copertura per quello dei manufatti magici. In una stanza poi viene trovato un ostaggio, il matematico Leonid Greenberg, che però fa solo in tempo a nominare una misteriosa "Brigata Babele" prima che un ignoto mago lo uccida brutalmente. La stessa brigata viene menzionata anche da Kim Kanth, il quale rivela al padre di Nozomi che chiunque vi sia dietro questa entità sta puntando alle ragazze magiche. Ignare di tutto ciò, Asuka e le altre passano una piacevole giornata in piscina, ma durante il ritorno a casa Nozomi viene sequestrata da un trio di maghi guidato dalla sadica Abigail. |                  |         |
| 4  | Brigata Babel — Inizia il combattimento 「バベル旅団-交戦開始」 - Baberu Ryodan - Kōsen kaishi | 2 febbraio 2019  |         |
| 4  | Abigail e i suoi complici sottopongono Nozomi a torture inumane usando la magia, il tutto al fine di preparare una trappola per le ragazze magiche. Suo padre supplica i superiori di intervenire, ma le alte sfere preferiscono invece lasciare Nozomi al suo destino, certi che la sua morte avrà un tale eco nell'opinione pubblica da spingere il governo ad aumentare i fondi destinati al contrasto al terrorismo magico. A quel punto, incuranti delle disposizioni dei superiori, Asuka e Kurumi decidono di fare da sole, e con il silenzioso sostegno di Yoshiaki localizzano facilmente il luogo dove è tenuta prigioniera Nozomi cadendo nella trappola di Abigail, che intende catturarle per ordine del suo capo, la misteriosa Regina. Così, mentre Kurumi porta al sicuro Nozomi inseguita da Abigail, Asuka se la deve vedere con i suoi due complici russi, Stroghil e Pobur. |                  |         |
| 5  | Un modo molto realistico di affrontare un problema 「極めて現実的な対処法」 - Kiwamete genjitsu-teki na taishohō | 9 febbraio 2019  |         |
| 5  | Stroghil and Pobur vengono eliminati da Asuka senza eccessiva difficoltà, mentre Kurumi ha appena il tempo di curare Nozomi prima di doversela vedere con Abigail, che evoca due Disas per assisterla nello scontro. La differenza di forza tra le due è notevole, ma all'ultimo Kurumi viene salvata dall'arrivo dell'unità scelta di Yoshiaki, la M Squad, formata da umani addestrati ed equipaggiati per combattere i maghi. Abigail si ritrova quindi messa all'angolo, ancor di più quando Asuka arriva finalmente in aiuto dei compagni, menomando l'avversaria e portandole via tre dita per vendicare gli orrori inferti a Nozomi. Sfortunatamente Abigail viene portata in salvo dalla Regina prima di ricevere il colpo di grazia, ma la sua comparsa provoca in Asuka un senso di déjà vu. Purtroppo, se le ferite fisiche di Nozomi possono essere guarite, quelle della mente sono a prima vista insanabili, con la ragazza devastata da un DPTS che la condizionerà a vita. Kurumi suggerisce di cancellarle la memoria dell'ultima settimana, anche se ciò vorrà dire per Asuka, che decide infine di entrare nella M Squad, dover ricostruire da capo il suo rapporto con lei. Inoltre, Yoshiaki suggerisce di allontanare Nozomi dalla città e metterla sotto protezione con una nuova identità, ma i vertici delle JSDF decidono al contrario di lasciare la situazione invariata, sia perché la vicinanza ad Asuka e Kurumi dovrebbe bastare a proteggerla, sia perché ora che la ragazza è diventata un bersaglio sarà possibile usarla come esca per stanare i terroristi. |                  |         |
| 6  | Affidare un desiderio a una stella 「星に願いを」 - Hoshi ni negai wo | 16 febbraio 2019 |         |
| 6  | Mentre Asuka e le altre trascorrono un Tanabata in tranquillità, Mai e la sua squadra arrivano in Giappone per seguire le tracce di Jerome, il fratello dell'uomo trovato a Tijuana. L'uomo viene rintracciato nel suo appartamento a Tokyo, ma una volta lì la ragazza e i suoi due compagni lo trovano già morto, ucciso in circostanze simili alla prima vittima. Inoltre, nello specchio del bagno viene trovata una scritta impressa con il rossetto, che Mai riconosce come il motto dell'unità magica di cui faceva parte (Ride bene chi ride ultimo!), confermando quindi che chiunque vi sia dietro questi omicidi è in qualche modo legato al gruppo. Mentre è ancora in corso un'ispezione, i tre vengono attaccati da Sandino, una guerrigliera colombiana diventata una ragazza magica illegale per vendicare la morte della sua famiglia, uccisa da un bombardamento indiscriminato americano durante la guerra coi Disas. Nonostante un'iniziale difficoltà, Mai riesce a sconfiggere la sua avversaria, uccidendola a sangue freddo quando capisce di non poterle estorcere informazioni. In precedenza, Sandino aveva conosciuto anche Asuka (che ignorava chi lei fosse realmente), e proprio a seguito dell'incontro con lei la ragazza si risolve infine ad usare i suoi poteri per proteggere le persone a cui tiene, trovando così un nuovo scopo nella vita. |                  |         |
| 7  | Unità per lo Sviluppo delle Operazioni delle Magical Girl 「魔法少女特殊戦開発部隊」 - Mahō Shōjo Tokushuusen Kaihatsu Butai | 23 febbraio 2019 |         |
| 7  | La classe di Asuka e Kurumi si prepara a trascorrere una vacanza estiva ad Okinawa. Nel mentre, però, i servizi segreti giapponesi scoprono che la mafia ha inviato una sua squadra proprio ad Okinawa con l'intenzione di usare un Random Bridge, un collegamento momentaneo tra universi paralleli, per rifornirsi di oggetti magici di contrabbando, offrendo in cambio quattro giovani giapponesi chiesti espressamente dall'altra fazione. L'M Squad, a cui Asuka si unisce per la prima volta sul campo, si reca quindi sul posto, ma al loro arrivo l'affare si è già concluso; a quel punto, tutto ciò che Asuka e i suoi compagni possono fare è occuparsi dei mafiosi, che supportati anche da una ragazza magica, Nazani, oppongono però una decisa resistenza. A fatica l'M Squad riesce a prevalere, oltre a cattutare viva la ragazza magica per poterla interrogare, ma il loro comandante riesce a teletrasportarsi lontano dal campo di battaglia assieme ad un manufatto particolarmente prezioso fino a Wakkanai, nell'estremo nord di Hokkaido. Una volta qui, però, l'uomo si trova a dover fare i conti con Tamara, alias Phoenix, una delle cinque superstiti della Guerra Disas, inviata lì dai servizi segreti russi per recuperare i manufatti magici contrabbandati. Il mafioso, come estremo tentativo di riuscire a fuggire, si trasforma in un Disas, venendo però facilmente sconfitto, ma prima di morire avvisa Phoenix che preso tutto il mondo conoscerà la forza e le ragioni della Brigata Babele. Poco dopo, a Naha, altri due terroristi affiliati alla brigata, tra cui l'ex bambino-soldato Giess, il cui spirito vive ora all'interno di un enorme corpo biomeccanico, ricevono l'ordine di "occuparsi di una ragazza", Chisato. |                  |         |
| 8  | Senza dubbio una Bellissima Magical Girl! 「きっと素敵な魔法少女に」 - Kitto sutekina Mahō Shōjo ni | 2 marzo 2019     |         |
| 8  | Alcuni anni prima, la madre di Chisato rimase uccisa in un incidente stradale, e nella stessa occasione la ragazza perse una gamba. L'evento, oltre a mandare in frantumi il sogno della ragazza di emergere come karateka, distrusse anche il suo equilibrio mentale e la sua famiglia; il padre, già instabile di suo, divenne infatti un alcolista, sottoponendo la figlia a continui maltrattamenti e arrivando a tentare di venderla ad uno strip club pur di guadagnare i soldi per pagarsi da bere. Una sera, durante l'ennesimo maltrattamento, Giess irrompe in casa di Chisato, trucidando il padre e offrendo alla ragazza una gamba meccanica con cui camminare di nuovo, a condizione che lei si unisca alla Brigata Babele come ragazza magica. Senza esitazioni Chisato accetta la proposta, legandosi in maniera morbosa a Giess per averle permesso di camminare di nuovo e rivelando in breve tempo tutto il suo potenziale come ragazza magica. L'ultima prova che Chisato deve affrontare prima di essere ammessa ufficialmente nella Brigata consiste nell'uccidere con le sue mani i quattro giovani responsabili dell'incidente che aveva distrutto la sua famiglia (che si rivelano essere i quattro prigionieri usati dalla mafia russa come merce di scambio nel precedente episodio, provando così che la Brigata è in combutta con i criminali provenienti dall'altra dimensione), compito che la ragazza esegue con estremo piacere. Nel mentre, Kurumi interroga Nazani, sottoponendola a torture brutali per estorcerle informazioni al solo scopo di risultare utile ad Asuka, rivelando così la propria natura malevola e sadica risultato di anni di bullismo. Quindi, le due ragazze lasciano nuovamente le proprie compagne di classe per unirsi alla M Squad, che assieme a Mia e Tamara si prepara a svolgere servizio di sicurezza nel corso del Sesto Meeting per il Commercio Interdimensionale che si svolgerà di lì a breve proprio a Naha, a cui prenderanno parte i più importanti leader di entrambi i mondi. Quello che tutti ignorano, però, è che la Brigata sta pianificando un devastante attentato da compiersi proprio in occasione del meeting. |                  |         |
| 9  | Il Coperchio dell'Inferno 「地獄の蓋」 - Jigoku no futa | 9 marzo 2019     |         |
| 10 | Ognuna delle loro battaglie mortali 「それぞれの死闘」 - Sorezore no shitō | 16 marzo 2019    |         |
| 11 | Le Magical Girl e questo mondo bellissimo 「魔法少女たちと美しきこの世界」 - Mahō Shōjo-tachi to utsukushiki kono sekai | 23 marzo 2019    |         |
| 12 | Se questa battaglia finisse... 「もしもこの戦いが終わったら」 - Moshimo kono tatakai ga owattara | 30 marzo 2019    |         |

## Accoglienza
Il primo volume del manga è stato recensito in maniera positiva da Rebecca Silverman di Anime News Network. Con un voto complessivo di B-, Silverman ha dichiarato "La storia della ragazza magica oscura potrebbe non essere nuova, ma Magical Girl Spec-Ops Asuka mostra che è ancora un genere con un potenziale. In alternativa, affidandosi ed evitando i tropi del genere, la lotta di Asuka contro il suo passato violento e l'identità di ragazza magica è sia eccitante che psicologicamente interessante. "È stata molto critica riguardo al fare affidamento sui tropi senza impegnarsi completamente sulle caratteristiche uniche della trama e l'incoerenza nello stile grafico. Principalmente questa incoerenza, assieme alle caratteristiche dell'eroina principale, contribuiscono a sessualizzare apertamente il personaggio.
Gadget Tsūshin ha elencato "sculacciata magica", una frase presente nell'ottavo episodio dell'anime, nella loro lista di parole d'ordine degli anime del 2019.